# سيمون شوبرت
سيمون شوبرت (بالألمانية: Simon Schubert)‏ هو فنان ألماني، ولد في 1976 في كولونيا في ألمانيا.